# Brnjica (Živinice, BiH)
Brnjica je naseljeno mjesto u sastavu općine Živinice, Federacija Bosne i Hercegovine, BiH.

## Stanovništvo
Nacionalni sastav stanovništva 1991. godine, bio je sljedeći:
ukupno: 837
- Srbi – 329
- Muslimani – 501
- Hrvati – 1
- Jugoslaveni – 4
- ostali, neopredijeljeni i nepoznato – 2